# Halticopterella longiflagellum
Halticopterella longiflagellum är en stekelart som beskrevs av Sureshan 2001. Halticopterella longiflagellum ingår i släktet Halticopterella och familjen puppglanssteklar. Inga underarter finns listade i Catalogue of Life.